# Eesti tippmodell
Eesti tippmodell là chương trình thực tế của Estonia được dựa trên America's Next Top Model của Tyra Banks đưa các thí sinh vào cuộc với nhiều thách thức và chụp ảnh để xác định ai sẽ đoạt danh hiệu Estonia's Next Top Model với các giải thưởng bao gồm: được lên ảnh bìa tạp chí và một hợp đồng người mẫu.

## Tóm tắt chương trình
Mỗi tuần các thí sinh phải vượt qua các thử thách, các buổi chụp ảnh và các buổi đánh giá; vào cuối tuần, một hoặc nhiều thí sinh sẽ bị loại cho đến khi người chiến thắng được tiết lộ. Dựa trên kết quả của thí sinh trong cuộc thi thử thách tuần, buổi chụp ảnh và thái độ chung, các giám khảo sẽ cân nhắc và quyết định thí sinh nào phải rời khỏi cuộc thi.
Một khi giám khảo đã đưa ra quyết định của mình, thí sinh được gọi trở lại phòng. Người dẫn chương trình kêu gọi tên của những người mẫu đã thể hiện tốt trong thử thách và chụp hình, đưa cho họ một bức ảnh đẹp nhất của họ. Hai thí sinh cuối cùng được chỉ trích về lý do tại sao họ ở cuối bảng và người bị loại sẽ không nhận được một bức ảnh.

## Các mùa
| Mùa | Phát sóng            | Quán quân     | Á quân                                         | Các thí sinh theo thứ tự bị loại | Tổng số thí sinh | Điểm đến quốc tế |
| --- | -------------------- | ------------- | ---------------------------------------------- | --- | ---------------- | ---------------- |
| 1   | 5 tháng 3 năm 2012   | Helina Metsik | Xena Vassiljeva                                | Kerli Sabbal, Anne-Lys Kuldmaa-Pärisalu, Gerli Kai Sosaar & Aleksandra Cherdakova, Anita Tumaš, Evelin Orav, Mari Naujokas, Ksenia Viksne, Adeline Vaher-Vahter, Lisann Luik, Keiu Simm (dừng cuộc thi), Triinu Lääne | 14               | Luân Đôn         |
| 2   | 14 tháng 10 năm 2013 | Sandra Ude    | Monika Hatto Kristine Smirnova                 | Egle Hindrikson, Kelly Illak, Maria Raja, Gerttu Pajusalu, Grete Kinter, Kristiina-Liisa Rätto, Arni Oštšepkova, Kairi Eliaser, Olga Krõlova                                                                          | 12               | Stockholm        |
| 3   | 4 tháng 12 năm 2014  | Aule Õun      | Hendrik Adler Jekaterina Bulgarina Liise Hanni | Hanna-Maria Sell, Kristina Trees, Mona Kattel, Hristina Parimskaja, Stefani Kask, Kevin Sarapuu, Sandro Pullakbutu, Gerili Narusing                                                                                   | 12               | Milan            |
| 4   | 14 tháng 12 năm 2015 | Kätlin Hallik | German Pinelis                                 | Maria Zahhartsuk, Diana Haprova (tước quyền thi đấu), Taavet Suurmõts & Liina Ilves, Joosep Padu, Kristjan Sõrg, Rait Nöör & Alice Philips, Helena Pertens, Anastassia Bubnilkina, Antonio Kass, Evelina Säkk         | 14               | Không có         |